# Internationale Gesellschaft für Nahrungs- und Vitalstoff-Forschung
Die Internationale Gesellschaft für Nahrungs- und Vitalstoff-Forschung e. V. (IVG), von ihren Mitgliedern kurz Vitalstoffgesellschaft genannt, war eine prominent besetzte, politisch aktive Organisation in den Themenbereichen Ernährung, Gesundheit und Umwelt. Sie wurde 1954 als eingetragener Verein mit Sitz in Hannover von dem Chemiker Hans Adalbert Schweigart gegründet und später in Internationale Gesellschaft zur Erforschung von Zivilisationskrankheiten und Vitalstoffen (I.V.G) umbenannt.

## Präsident und Mitglieder
Präsident der Gesellschaft war Schweigart. 1958 führte die IVG 1000 Einzelmitglieder, 4000 durch akademische Organisationen angeschlossene Mitglieder und 100000 „außerordentliche Mitgliedschaften“. Die IVG konnte 17 Nobelpreisträger als Ehrenmitglieder gewinnen. Zugleich waren zahlreiche Ex- und Altnazis unter den Mitgliedern. Der Zeithistoriker Detlef Briesen beschreibt die Gesellschaft als „skurriles Bündnis, das Naturmediziner, Reformhausbesitzer, Ernährungsforscher, Chemiker, Biologen und Physiker im Kampf für eine gesunde Kost und Umwelt vereinigte.“ Die IVG habe „lange vor der Karriere des Begriffs »Umweltschutz« die Elite jener“ versammelt, „die sich für Umwelt, Gesundheit und Ernährung gleichermaßen interessierten.“

## Wissenschaftlicher Beirat
Die IVG hatte einen international zusammengesetzten, wissenschaftlichen Beirat, der im Jahr 1965 weltweit etwa 400 Mitglieder umfasste. Zu den Mitgliedern des wissenschaftlichen Beirates gehörten unter anderem Werner Kollath, Hans Joachim Schmidt (ab 1956), Linus Pauling (ab 1958), Karl Kötschau, Helmut Kluck, Werner Zabel, Sigwald Bommer, Helmut Mommsen, Dagmar Liechti-von Brasch, Helmut Anemüller, Max Otto Bruker, Erich Fechner und Johann Georg Schnitzer (ab 1966). Der Rat traf sich jährlich zu sogenannten „Konventen“. Die „Konvente“ fanden ab 1959 nahe der deutschen Grenzen statt, damit Teile des Programms in einer angrenzenden Stadt des Auslandes möglich wurden. Die Treffen behandelten in Vorträgen und Diskussionen Themen auf den Gebieten „Ernährung“, „Vitalstoffe“ und „Zivilisationskrankheiten“. Abschließend verabschiedete der Rat Beschlüsse und Empfehlungen zu Ernährungs- und Umweltaspekten in deutscher, englischer und französischer Sprache. Während der „Konvente“ konnten die in der „Arbeitsgemeinschaft Soldatenernährung“ organisierten, einstigen Nationalsozialisten Walther Boesler, Wilhelm Heupke, Hans Adalbert Schweigart, Ernst Günther Schenck und Herbert Warning unkritisch ihre eigenen Erfahrungen zur Ernährungswirtschaft im Dritten Reich darstellen.

## Forschungseinrichtungen
Mit der Vereinsgründung wurde in Hannover das „Institut für Biochemie der Vitalstoffe und Ernährung“ geschaffen. Zum Institut gehörte ab 1957 die „Versuchsstation Neuland“, welche auf dem Gelände und in den Gebäuden des  ehemaligen „Kräutergartens“ des Konzentrationslagers Dachau eingerichtet wurde. In Dachau und seit 1965 in Hannover wurden Forschungen betrieben, um Erkenntnisse für den Kampf gegen die Zivilisationserkrankungen zu gewinnen.

## Standpunkte
Auf dem ersten „Internationalen Vitalstoff- und Ernährungskonvent“, der 1955 in Freudenstadt abgehalten wurde, lehnte die IVG die „chemische Konservierung“ sowie die „Anwendung radioaktiver Substanzen“ zur Haltbarmachung von Lebensmitteln ab. Ferner die „Verfütterung antibiotischer Substanzen“ zur Produktionssteigerung in der Tierzucht und den Einsatz von „künstlichen Farbstoffen“ in Nahrungsmitteln. Man sprach sich zugleich für „ein Verbot fast aller Chemikalien zur Getreide- und Mehlbehandlung“ aus und forderte die Bereitstellung von „naturbelassenem und selbstverständlich hygienisch einwandfreiem Trinkwasser“. Vollkornerzeugnisse, Milch, Obst, Gemüse, Ölsaaten und Butter wurden wegen ihres „Vollwertes“ als „Grundnahrung erster Ordnung“ beschrieben, um „Zivilisationskrankheiten“ zu verhindern. 1956 forderte die IVG eine Beschränkung beim Verzehr von Fetten und Ölen und die Bevorzugung ungesättigter „Naturöle“ aus Kaltpressung. „Lebensfrische Nahrung“ habe einen hohen gesundheitlichen Wert, da sie „über ihren Gehalt an bekannten Vitalstoffen hinaus noch unbekannte Wirkungsqualitäten“ enthalten könne.

## Ehrungen
Im Gründungsjahr 1954 wurden der Tierarzt Carl Arthur Scheunert und der Chemiker Georg Lockemann zu Ehrenmitgliedern ernannt, 1962 der Chemienobelpreisträger Linus Pauling. 1956 führte die IVG das Amt eines Ehrenpräsidenten ein, welches bis 1965 vom Arzt und Friedensnobelpreisträger Albert Schweitzer bekleidet wurde. Ihm folgte Linus Pauling nach, welcher 1963 mit dem Friedensnobelpreis ausgezeichnet worden war. In Erinnerung an den 1939 verstorbenen Schweizer Ernährungsreformer und Pionier der Vollwertkost, Maximilian Oskar Bircher-Benner, stiftete die Gesellschaft eine „Bircher-Benner-Medaille“, die jedes Jahr an „bedeutende Diätiker der Welt“ verliehen werden sollte. Erstmals ging sie 1957 an das IVG-Mitglied Werner Kollath – als Anerkennung für seine Forschungen „über den Vollwert der Nahrung“.

## Vereinsorgane
Die IVG gab in den Jahren 1956/57 das Vereinsorgan Vitalstoffe: Nahrungs- und Vitalstoff-Forschung, Spurenelemente heraus. Nachfolger war ab 1958 die Zeitschrift Vitalstoffe, Zivilisationskrankheiten: Leben, Gesundheit, Ernährung, Umwelt, 1971 folgte Protectio vitae: Umweltforschung. Die in den IVG-Zeitschriften geschaltete Werbung bezog sich überwiegend auf Reformhausprodukte.

## Kooperationen
In Frankreich gab es als Partnergesellschaft die Association medicale internationale pour l'étude des conditions de vié et de sante (A.M.I.C.V.S). Ab 1960 arbeitete die IVG eng mit dem Weltbund zum Schutz des Lebens (WSL) zusammen. Diverse IVG-Mitglieder waren auch Mitglieder im WSL.

## Niedergang
Nach dem Tode Schweigarts im August 1972 zerfiel die Gesellschaft rasch. Für den IVG-Kongress im September 1972 hatte Schweigart einen Vortrag über die ökologischen Auswirkungen der CO2-Zunahme bis zum Jahre 2200 geplant. Die letzte Ausgabe von Protectio vitae erschien ebenfalls 1972.